# Jean Bernard (lekarz)
Jean Bernard (ur. 26 maja 1907 w Paryżu, zm. 17 kwietnia 2006 w Paryżu), lekarz francuski, hematolog, członek Akademii Francuskiej.
Przez wiele lat związany z Instytutem Pasteura w Paryżu, w 1956 został mianowany profesorem. Uczestniczył w ruchu oporu w czasie II wojny światowej, był więziony przez Niemców. Sprawował funkcję prezydenta Międzynarodowego Towarzystwa Hematologicznego. W 1972 został członkiem Francuskiej Akademii Nauk, w 1973 członkiem Narodowej Akademii Medycyny. W maju 1975 zajął fotel nr 25 w Akademii Francuskiej, zastępując pisarza Marcela Pagnola.
Otrzymał szereg nagród naukowych, odebrał kilka doktoratów honoris causa (m.in. uniwersytetów w Innsbrucku, Liège, Lizbonie, Rio de Janeiro); został odznaczony Krzyżem Wielkim Legii Honorowej oraz innymi odznaczeniami (także wojennymi).